# Erynnia coracina
Erynnia coracina là một loài ruồi trong họ Tachinidae.